# Dienst (Film)
Dienst ist ein Kurzfilm von Jochen Alexander Freydank. Die rund 12-minütige Satire wurde von der Mephistofilm GbR produziert und im Jahr 2002 in Berlin gedreht. Der Film erhielt zahlreiche Nominierungen und Preise und wurde am 16. Februar 2005 auf ARTE zum ersten Mal im deutschen Fernsehen gezeigt.

## Handlung
Der Film zeigt einen Wachmann bei der Arbeit. In einem fiktiven System kann dieser Wachmann tun, was er will. Er sorgt für Ordnung. Doch zunehmend bemerkt man, dass er Grenzen überschreitet. Menschen müssen sterben. Verbrecher am Anfang und am Ende sind es beinahe wahllos Passanten.

## Produktion
Dienst ist eine Mischung aus Satire und Mockumentary. Der Film wurde an nur zwei Tagen in Berlin mit teilweise versteckter Kamera gedreht.

## Auszeichnungen
- „Preis des italienischen Präsidenten“ beim Kurzfilmfestival Montecatini Therme
- Sonderpreis – Satirische Kurzfilmtage Rüsselsheim
- Prädikat „besonders wertvoll“[2]
- zweiter Preis – Berliner Kurzfilmrolle

## Nominierungen
- World Film Festival, Kanada
- Brief Encounters, Kurzfilmfestival in Bristol, Vereinigtes Königreich
- Nominierung als bester fantastischer Kurzfilm auf dem Fantastisk Filmfestival Malmö, Schweden
- Brussels Film Festival, Belgien
- Bradford Film Festival, Bester Film, Vereinigtes Königreich
- Cardiff Screen Festival, Best international short film, Vereinigtes Königreich
- Kiev International Film Festival, Molodist, Ukraine
- Raindance Filmfestival London, Vereinigtes Königreich
- Filmfestival Split, Kroatien
- Filmfest Emden
- Filmfestival Max Ophüls Preis
- Filmkunstfest Schwerin